# Terence Smith
Terence James George Smith (* 18. Oktober 1932; † September 2021) war ein britischer Segler.

## Erfolge
Terence Smith nahm an den Olympischen Spielen 1956 in Melbourne mit Jasper Blackall in der Bootsklasse Sharpie teil. Mit 4859 Gesamtpunkten schlossen sie die Regatta hinter den neuseeländischen Olympiasiegern Jack Cropp und Peter Mander und dem australischen Duo John Scott und Rolly Tasker auf dem dritten Platz ab und erhielten damit die Bronzemedaille.